# خوليان أريدوندو
خوليان أريدوندو (بالإسبانية: Julián Arredondo)‏ ولد بتاريخ 30 يوليو 1988 في إدارة أنتيوكيا، كولومبيا، هو دراج كولومبي في صنف سباق الدراجات على الطريق.

## سجل النتائج

### سباقات أو مراحل فاز بها
- طواف إيطاليا

### المراكز
- حقق المركز الـ 5 في تيرينو ادرياتيكو 2014
- حقق المركز الـ 9 في طواف عمان 2015

## روابط خارجية
- خوليان أريدوندو على موقع الاتحاد الدولي للدراجات (الإنجليزية)
- خوليان أريدوندو على موقع أرشيف الدراجات (الإنجليزية)
- خوليان أريدوندو على موقع إحصائيات الدراجات الإحترافية (الإنجليزية)
- خوليان أريدوندو على موقع نسبة الدراجات (الإنجليزية)
- خوليان أريدوندو على موقع CycleBase (الإنجليزية)